# Hans Buchner (medico)
Hans Ernst August Buchner (Monaco di Baviera, 1850 – 1902) è stato un medico tedesco.
Fratello di Eduard Buchner, nel 1889 scoprì nel siero sanguigno una sostanza in grado di distruggere i batteri e la chiamò alessina.
Successivamente gli studi di Paul Ehrlich a partire da ciò portarono alla scoperta del sistema dei complementi.